# 有頂天家族
《有頂天家族》（日语：有頂天家族），是森見登美彥寫的小說，由幻冬舍在2007年9月25日發行。同名電視動畫分別曾在2013年7月與2017年4月播出。
2015年2月26日，發行續篇《有頂天家族 第二代的歸國》，同於頁尾預告即將發表第三部。

## 劇情概述
京都狸貓一族的名門‧下鴨家，在家主總一郎被人類組織星期五俱樂部捕獲變成狸肉火鍋後，留下尚未成熟的四兄弟和衝動易怒的妻子支撐著家道中落的下鴨神社。
老大雖然個性認真，盡力地撐起家族，但是一緊張就容易手足無措；老二把自己變成了青蛙，成天窩在井下不肯出來；老三雖然聰明能幹，但更喜歡做一個無所事事的旁觀者，偶爾還會惡作劇搗亂；四弟年幼膽小，一緊張就藏不住尾巴，原形畢露。
不靠譜的四兄弟，面對天狗們的嘲笑，同宗家族的明爭暗鬥，能否保護母親，重振宗族？

## 登場角色
同時出現三種版本的演員時，前者為廣播劇的配音員，中間為電視動畫的配音員，後者為舞台劇演員。

### 狸

#### 下鴨家
糾之森的狸族名門，住在下鴨神社。
下鴨矢三郎（配音：河相我聞／櫻井孝宏、能登麻美子（幼年時期）／演員：武田航平、新垣裡沙（少女型態））
下鴨家三子，繼承了父親的傻勁。凡事追求有趣，經常四處遊蕩，把周邊的事物都視作兒戲對待。因而被赤玉老師和矢二郎認為是四兄弟當中最像父親的人。不甘於當隻平庸的狸貓，仰慕天狗，喜歡模仿人類，變身術也相當出色。雖然如此，做事仍相當認真可靠，深得周遭人們的信賴。人生信條為「人生除了讓生活過得有趣，無事可做！」。負責照顧四弟和赤玉老師，偶爾也會同二哥商討事情。十分仰慕並暗戀弁天，曾因意外丟失弁天的風神雷神扇逃亡大阪而得到「落跑矢三郎」的稱號。由於魔王杉事件有愧於赤玉老師，一直照顧因該次事件受傷的他。
下鴨矢一郎（配音：棚橋真典／諏訪部順一／演員：渡邊大輔）
下鴨家長子，繼承了父親的責任感。認真孝順，為了重新振興家族的威望，努力扛起家族領導重任，並參加京都狸界的頭銜「偽右衛門」的角逐；但一到緊要關頭仍會手足無措，顯露內在脆弱的一面。作風十分遵守狸貓一族的潮流，不會隨意變身，但必要時能變成威武的大老虎，被稱為「鴨虎」。繼承了父親遺下的自動車夫；口頭禪為「為什麼我的弟弟都這麼沒用！」。
下鴨矢二郎（配音：知嶋大貴／吉野裕行／演員：奧田努）
下鴨家二子，繼承了父親的悠哉。父親死前當晚曾同父親大喝數杯，變成「偽叡山電車」載著醉酒的父親在鬧市狂奔，並把他遺留在街上。得知父親身亡便認為是自己害死了父親，從此一蹶不振，變成青蛙隱居在珍皇寺的古井中，並且無法變回原形，被狸們稱作「全京都最沒鬥志的狸貓」。但因此亦常有人（包括弁天、海星、矢三郎等）至井口訴說心事。在拯救母親和矢一郎時喝下從矢四郎得來偽電氣白蘭，再次變成「偽叡山電車」，並回憶起父親之前對自己所說的事。暗戀海星，後由苦戀轉而支持她與矢三郎的婚事，並且獨自離家旅行。
下鴨矢四郎（配音：伊藤圭基／中原麻衣／演員：藤原薰）
下鴨家幼子，繼承了父親的純真。個子矮小，膽小但溫柔善良，變身術極差，一受驚嚇就會露出尾巴，但必要時仍會為家人挺身而出。能用手指為手機充電，在叔叔夷川家的酒廠實習。
母（下鴨桃仙）（配音：山下容莉枝／井上喜久子／演員：樹裡咲穗）
下鴨總一郎的遺孀，家族的凝聚核心，熱愛寶塚歌舞劇和桌球，喜歡變身成衣著光鮮的寶塚風美男子至撞球館打撞球，自封為「黑衣王子」。害怕打雷，一聽到雷聲就會變回原形。年幼時曾經被淀川長太郎相救過。
下鴨總一郎（配音：鈴木林藏／石原凡）
前下鴨家主人，前「偽右衛門」，在京都狸界十分受到敬仰，曾經以變身為如意岳嚇跑鞍馬天狗而聞名，十分愛護兒子們，曾托付兒子給赤玉老師教導。在弁天面前無法維持人形，此弱點被弟弟早雲利用，使他被弁天抓走做成狸肉火鍋而亡。死後曾和赤玉老師會過一面，認為自己變成火鍋已是意料中事，絕無後悔。請求他照顧及指導矢三郎後離開人世。

#### 夷川家
夷川早雲（配音：多田木亮佑／飛田展男）
下鴨總一郎的弟弟，舊名總次郎，入贅至夷川家，基於夷川家和下鴨家一直有很大的矛盾，本身亦因兄長與心儀的桃仙共結連理而十分厭惡下鴨家，經常找下鴨家的麻煩。掌管一家生產偽電氣白蘭的酒廠。
曾設計出賣兄長下鴨總一郎令其被抓，並於總一郎死後解除了其生前訂下的海星和矢三郎的婚約。與矢一郎競爭「偽右衛門」職位，但因多方意外及阻擾行徑敗露雙方都被取消競逐；爾後被迫離開京都，以洗溫泉名義到有馬。動畫二期出現在矢三郎面前，說明他打算藉遞補星期五俱樂部的空缺以復仇後，將矢三郎扔進地獄圖中。其後在星期五俱樂部的聚會中因布袋之位被矢三郎奪走，不滿自己對星期五俱樂部的付出全部付諸流水而對矢三郎大打出手，遭到天滿屋的槍擊後身負重傷逃至樹下離世；留下遺言：「無論是英雄亦或是壞蛋，終都是一團小毛球」。其後証實仍然在世，而且一直假扮成長子吳一郎的樣貌欺瞞眾人並與天滿屋接觸，後被歸家的吳一郎本人揭穿身份。得知海星被自己的計畫所波及，責怪天滿屋並與其扭打一團，最終被弁天從地獄圖釋放的鬼手連同天滿屋一起帶往地獄。
即使入贅夷川家，仍然對桃仙有異常的執著，包括對壽老人打算把桃仙下鍋作出強烈不滿，並表示「這是我的狸貓！」
金閣（配音：長尾武典／西地修哉），銀閣（配音：貞方秀紀／畠山航輔）
原名分別為吳二郎、吳三郎（呉二郎・呉三郎），夷川家的次子與三子。十分奸詐的兩兄弟，經常找下鴨家（尤其矢四郎）的麻煩，並會相互唱和，但手段並不高明，經常被矢一郎喝退。
海星（配音：宮嶋麻衣／佐倉綾音／演員：新垣裡沙）
夷川家的女兒，金閣銀閣之妹，原先由下鴨總一郎定下了與矢三郎的婚約，但總一郎死後被父親單方面取消。雖稍顯毒舌但與家人相比對下鴨家十分友善，厭惡夷川家對下鴨家的惡行並多次暗中幫助下鴨家，亦因此惹得桃仙的喜愛；討厭弁天。知道當年父親出賣總一郎的真相，因而對下鴨家抱有罪惡感。原作中無詳細描述外貌，前期多隱藏身姿或以變身物現身，直到一期第9集後才露出人形和原形的外貌。二期中分別救下中了天滿屋幻術的矢三郎，以及追蹤矢三郎至有馬並向其得知父親過世的噩耗。察覺其兄吳一郎性格有異而找矢三郎商量，期間遭到天滿屋的槍擊後而昏迷臥地。被矢一郎和玉瀾所救，直至二代目和弁天的大戰後都都處於昏迷狀態。過去矢三郎曾因見到其真身變回原形，長年來一直在矢三郎面前隱藏自己並保守這個秘密，後與矢三郎坦言，受其邀請成為「野槌蛇探險隊」的成員。
吳一郎（配音：中村悠一）
夷川家的長子，早雲死後（動畫版為失蹤後）回到夷川家。根據海星索述，過去的吳一郎十分懶惰並心胸狹窄，現在的他卻一反常態，性格顯得纖細溫順，並對海星與矢三郎的婚約很不情願，與先前所言「想和下鴨家重修舊好」相違背。後於矢二郎前往四國拜訪金長一門時碰上吳一郎本尊而知京都的吳一郎為早雲假扮，同矢二郎回到偽右衛門的宣任大會中揭穿父親的陰謀。一連串的事件完結之後留在京都，並鍛鍊金閣，銀閣兄弟。

#### 其他狸
店主（配音：保村真）
狸貓居酒屋「朱硝子」的店主，十分害怕弁天並會在其面前變成狸像。
夷川親衛隊
為了貪圖能喝到偽電氣白蘭而依附夷川家的護衛隊，雖人數眾多卻膽小怕事，一失勢便會逃之夭夭。
八阪平太郎（配音：小川真司（第1期）→津田英三（第2期））
現任「偽右衛門」，於總一郎死後接任。平日都穿著夏威夷花襯衫。
臍石大人
在頂法寺長年變成一塊六角石的狸，地位也比較德高望重，偽右衛門競選前皆需向其祭拜宣明。由於其維持變身十分長久，曾讓狸質疑是不是真石頭而開始輕視它，矢三郎小時候曾用煙熏差點迫使其現形證明其存在，重新得到眾狸的敬仰。
南禪寺正二郎（配音：野島裕史）
南禪寺家的首領。「偽右衛門」選舉時支援矢一郎。
南禪寺玉瀾（配音：日笠陽子）
南禪寺首領的妹妹。喜愛將棋，赤玉門下相當優秀的狸貓。一度擔任矢一郎與老師的助手，後與矢一郎共結連理。
狸谷的祖母（配音：小山茉美）
桃仙的生母、矢三郎等人的外婆。
桃一郎（配音：木下浩之）
桃仙的兄長、矢三郎等人的舅舅。
金長（配音：星野充昭）
四國金長一門的首領。總一郎的舊識。
星瀾（配音：M·A·O）
金長的獨生女。喜好挖洞，過去曾有乘坐偽叡山電車的經驗。由總一郎命名。

### 天狗
赤玉大人（如意岳藥師坊）（配音：石田太郎／梅津秀行／演員：久保酎吉）
京都著名天狗，曾經和鞍馬天狗發生爭執而被對方連續騷擾，最終由總一郎趕走了對方，因此對總一郎十分尊敬，並受總一郎委托教導下鴨家兄弟的變身術。
十分重視弁天，將其畢生所識教導給弁天使其成為天狗，並將其風神雷神扇和浮空屋送給弁天。在一次弁天和矢三郎聯合惡作劇中受傷（弁天提議矢三郎能否變得一樣真實的東西嚇住赤玉老師，矢三郎變出了魔王杉，赤玉由於無法分辨出真假魔王杉而受驚從空中摔落，即魔王杉事件）並且無法使用原本天狗的能力。後來弁天離開後，一直由矢三郎照顧，由於性格高傲，在其他人面前十分不留面子，並經常恥笑狸，但暗中仍十分依賴矢三郎的照顧。
岩屋山金光坊（配音：清川元夢）
和赤玉大人相好的天狗，退休在大阪經營一家古鐘表相機館。
鞍馬天狗
曾經和赤玉大人發生爭執，然後連日去如意岳騷擾赤玉，最後被總一郎變出的偽如意岳嚇跑。現在跟隨弁天。

### 人類
二代目（配音：間島淳司）
頭頂大禮帽，衣著戰前英倫紳士風的男性。明治時代尚為少年時，在長崎遭赤玉拐走，赤玉以二代目天狗為目標培育他為接班人。大正時期，與流連女色的赤玉鬧翻，大戰三日三夜後被打败，而且也被当时的情人（長相相似弁天）厌弃，所以從此消失。百年後卻突然歸來，对于接任天狗的身份并不愿意。对着装和家具布设身份十分讲究。在第二部中最后和弁天大战时双方都落败（弁天被打倒，但自家也被大火波及）。

### 星期五俱樂部
一個由來已久的神秘組織，固定於每個星期五聚會，因而得名，成員固定七人，代表七福神，以尾牙時吃狸肉火鍋而被狸們所害怕。入會要求也是有成員離開後，新人帶上一只狸入會。
弁天（配音：馬淵英俚可／能登麻美子／演員：佐藤美貴）
原名鈴木聰美，有次在琵琶湖散步時被路過的赤玉看中擄走並被指導為天狗。原來性格十分友善善良，但成為天狗變得冰山美人的性格。有點鄙視狸但對矢三郎有種調戲性的喜愛。曾經為了進入星期五俱樂部利用了總一郎作為入會的要求。
壽老人（配音：天野鎮雄／間宮康弘）
成員之一，在會中地位甚高，現實是一名放高利貸的老人，似有不同於常人的法術。
淀川長太郎（布袋）（配音：伊澤勉／樋口武彥）
成員之一，是大學農學部的教授，十分喜愛吃狸肉火鍋，認為因為對狸的喜愛，為了表達對狸的喜愛而必須細心地品嘗狸肉以表達對其的敬意。曾經救助過下鴨兄弟的母親，在“偽右衛門”競選中發現下鴨兄弟的母親差點被吃而舍身拯救，被驅逐出俱樂部。在續篇另成立以反對吃狸貓火鍋為宗旨之「星期四俱樂部」，亦曾打扮成「狸貓假面」前往「星期五俱樂部」解救狸貓。
大黑（配音：高橋良吉）
成員之一，料理屋「千歳屋」的店主。
毘沙門（配音：青山穣）
成員之一。
福祿壽（配音：山岸治雄）
成員之一。
惠比壽（配音：斧篤志）
成員之一。
天滿屋（配音：島田敏）
在寺町通商店街上開拉麵攤的怪人。會使用強大的幻術。
曾在壽老人底下工作，為弁天而傾倒。但弁天卻使其觸怒壽老人使得他曾被幻術困在屏風上的地獄繪畫中。
將菖蒲池畫伯視為救命恩人。據菖蒲池畫伯所述，當他在屏風畫上佛祖與蜘蛛絲的時候，天滿屋從畫裡爬著蜘蛛絲出來。
由于帮早云抓捕矢三郎时连累到海星，早云与其扭打时被弁天从地狱屏风放出的鬼手抓回地狱中。

### 其他
鈴木
長太郎學校的學生。與弁天容貌相仿，疑似與其有血緣關係。

## 廣播劇

### 演員
- 長老：早川けい
- 福祿壽，親衛隊：真水稔生

## 書籍

### 連載標題
- 
  - 第1章：（《papyrus》2號〈2005年8月〉）
  - 第2章：（《papyrus》4號〈2005年12月〉、從「血族」改題）
  - 第3章：（《papyrus》6號〈2006年4月〉）
  - 第4章：（《papyrus》8號〈2006年8月〉）
  - 第5章：（《papyrus》10號〈2006年12月〉）
  - 第6章：
  - 第7章：
- 
  - （『papyrus』15號〈2007年10月〉）
  - （『papyrus』17號〈2008年2月〉）
  - （『papyrus』19號〈2008年6月〉）
  - （『papyrus』21號〈2008年10月〉）
  - （『papyrus』23號〈2009年2月〉）

### 小說
日文版本由幻冬社出版，繁體中文版由麥田出版出版，簡體中文由上海人民出版社出版，譯者皆為高詹燦。
| 標題 | 單行本版      | 單行本版               | 幻冬舍文庫版  | 幻冬舍文庫版           | 繁體中文版 | 繁體中文版         | 簡體中文版 | 簡體中文版         |
| 標題 | 發行日期      | ISBN                   | 發行日期      | ISBN                   | 發行日期   | ISBN               | 發行日期   | ISBN               |
| ---- | ------------- | ---------------------- | ------------- | ---------------------- | ---------- | ------------------ | ---------- | ------------------ |
|      | 2007年9月25日 | ISBN 978-4-344-01384-1 | 2015年2月26日 | ISBN 978-4-344-02727-5 | 2010年2月  | ISBN 9789861736167 | 2013年4月  | ISBN 9787208111820 |
|      | 2010年8月5日  | ISBN 978-4-344-41526-3 | 2017年4月5日  | ISBN 978-4-344-42582-8 |            |                    | 2017年5月  | ISBN 9787208144163 |

### 漫畫
漫畫2013年在幻冬舍的《月刊Comic Birz》6月號至2015年5月號連載。單行本全4冊。原作：森見登美彥、作畫：岡田祐、人物原案：久米田康治。
| 冊數 | 幻冬舍            | 幻冬舍         | 幻冬舍                 | 幻冬舍 |
| 冊數 | 標題              | 發售日期       | ISBN                   | 封面角色 |
| ---- | ----------------- | -------------- | ---------------------- | --- |
| 1    | 有頂天家族 第一卷 | 2013年9月24日  | ISBN 978-4-344-82913-8 | 矢三郎（人類/女高中生）、矢一郎（狸貓） 矢二郎（青蛙）、矢四郎（狸貓） 赤玉先生（人類）、辯天 夷川親衛隊（酒/偽電氣Bran） |
| 2    | 有頂天家族 第二卷 | 2014年3月24日  | ISBN 978-4-344-83068-4 | 矢三郎（人類/大學生）、矢一郎（人類） 矢二郎（青蛙）、矢四郎（狸貓） 金閣&銀閣（人類）                                    |
| 3    | 有頂天家族 第三卷 | 2014年11月21日 | ISBN 978-4-344-83258-9 | 矢三郎（人類/大學生）、矢二郎（人類） 矢四郎（人類）、夷川親衛隊（人類/相撲力士）                                         |
| 4    | 有頂天家族 第四卷 | 2015年6月24日  | ISBN 978-4-344-83456-9 | 矢三郎（人類/大學生）、矢一郎（老虎） 矢二郎（青蛙）、矢四郎（狸貓） 母（狸貓）、海星（人類）                             |

## 電視動畫
2013年3月21日宣布改編成電視動畫，由P.A.WORK製作，角色原案由漫畫家久米田康治擔任，導演由作畫吉原正行擔任。2013年7月至9月在TOKYO MX、KBS京都、SUN電視等獨立電視網及日本新聞網所屬的北日本放送首播。2013年12月獲得第17屆日本新媒體動漫藝術節動畫部門優秀獎。
2016年9月18日在京都國際動漫節宣布決定製作第2期，標題名叫《有頂天家族2》，改編內容取自原作第2部《有頂天家族 第二代的歸國》，製作團隊和配音班底與第1期相同，劇本統籌從菅正太郎改由檜垣亮擔任，動畫同樣由P.A. Works製作。2017年4月至6月同樣在TOKYO MX、KBS京都等獨立電視網及日本新聞網所屬的北日本放送首播。

### 製作人員
- 原作：森見登美彥
- 導演：吉原正行
- 劇本統籌：菅正太郎（第1期）、檜垣亮（第2期）
- 人物原案：久米田康治
- 人物設定、總作畫監督：川面恆介
- 美術監督：竹田悠介、岡本春美
- 攝影監督：並木智
- 色彩設計：井上佳津枝
- 3D導演：菅生和也（第1期）、小川耕平（第2期）
- 剪輯：高橋步
- 音樂：藤澤慶昌
- 音樂製作人：齋藤滋
- 音樂製作：Lantis
- 音響監督：明田川仁
- 音響製作：Magic Capsule
- 動畫製作人：堀川憲司
- 動畫製作：P.A.WORKS
- 製作：「有頂天家族」製作委員會（第1期）[注 3]、「有頂天家族2」製作委員會（第2期）

### 主題曲
第1期
片頭曲（第1話－第12話）
作詞、主唱：milktub，作曲、編曲：宮崎京一
第13話當片尾曲使用。
片尾曲（第1話－第11話）
作詞：林英樹，作曲：佐藤純一，編曲、主唱：fhána
第12話、第13話未使用。
第2期
片頭曲（第2話－第11話）
作詞、作曲、主唱：milktub，編曲：宮崎京一
第1話未使用，第12話當片尾曲使用。
片尾曲（第1話－第11話）
作詞：林英樹，作曲：yuxuki waga，編曲、主唱：fhána
第12話未使用。

### 各話列表
| 話數     | 日文標題 | 中文標題              | 劇本     | 分鏡     | 演出                  | 作畫監督                                                              |
| 第1期    | 第1期    | 第1期                 | 第1期    | 第1期    | 第1期                 | 第1期                                                                 |
| -------- | -------- | --------------------- | -------- | -------- | --------------------- | --------------------------------------------------------------------- |
| 第一章   |          | 納涼露台的女神        | 菅正太郎 | 吉原正行 | 菅沼芙實彥            | 川面恒介                                                              |
| 第二章   |          | 母親和雷神大人        | 菅正太郎 | 吉原正行 | 倉川英揚              | 大東百合惠                                                            |
| 第三章   |          | 藥師坊的飛天屋        | 菅正太郎 | 吉原正行 | 許琮                  | 井上俊之、杉光登                                                      |
| 第四章   |          | 大文字納涼船合戰      | 檜垣亮   | 岡村天齋 | 菅沼芙實彥            | 小島明日香                                                            |
| 第五章   |          | 星期五俱樂部          | 菅正太郎 | 吉原正行 | 伊藤秀樹              | 伊藤秀樹                                                              |
| 第六章   |          | 尋覓紅葉              | 菅正太郎 | 吉原正行 | 倉川英揚              | 大東百合惠                                                            |
| 第七章   |          | 澡堂的規矩            | 檜垣亮   | 許琮     | 今泉賢一              | 今泉賢一                                                              |
| 第八話   |          | 父親離別之日          | 檜垣亮   | 吉原正行 | 菅沼芙實彥            | 川面恒介 大東百合惠                                                   |
| 第九話   |          | 夷川之女·海星         | 菅正太郎 | 岡村天齋 | 許琮                  | 杉光登                                                                |
| 第十話   |          | 夷川早雲的暗中行動    | 檜垣亮   | 橘正紀   | 佐土原武之            | 佐藤友子、後藤麻梨子 高鉾誠、桝川一平 小林由香里、阿部千秋 黑川明日香 |
| 第十一話 |          | 捲土重來              | 菅正太郎 | 吉原正行 | 倉川英揚              | 大東百合惠                                                            |
| 第十二話 |          | 偽叡山電車            | 檜垣亮   | 吉原正行 | 許琮                  | 川面恒介 大東百合惠                                                   |
| 第十三話 |          | 有頂天家族            | 菅正太郎 | 吉原正行 | 菅沼芙實彥            | 川面恒介 大東百合惠                                                   |
| 第2期    |          |                       |          |          |                       |                                                                       |
| 第一話   |          | 二代目的歸國          | 檜垣亮   | 吉原正行 | 藤井康雄              | 川面恒介、秋山有希 大東百合惠                                         |
| 第二話   |          | 幻術師 天滿屋         | 檜垣亮   | Team P.A | 菅沼芙實彥            | 大東百合惠                                                            |
| 第三話   |          | 歐羅巴的香氣          | 檜垣亮   | Team P.A | 阿部百合子            | 秋山有希                                                              |
| 第四話   |          | 狸將棋大會            | 待田堂子 | Team P.A | 許琮                  | 杉光登、森島範子                                                      |
| 第五話   |          | 續·大文字納涼船合戰   | 待田堂子 | Team P.A | 藤井康雄              | 森島範子、杉光登 川面恒介、秋山有希                                   |
| 第六話   |          | 有馬地獄              | 檜垣亮   | Team P.A | 菅沼芙實彥            | 大東百合惠、秋山有希                                                  |
| 第七話   |          | 星期五俱樂部，再臨    | 檜垣亮   | Team P.A | 阿部百合子            | 秋山有希                                                              |
| 第八話   |          | 夷川海星的秘密        | 檜垣亮   | Team P.A | 許琮                  | 杉光登、森島範子                                                      |
| 第九話   |          | 各自的二代目          | 待田堂子 | Team P.A | 許琮 阿部百合子       | 阿部美佐緒、宮川智惠子 竹內惠美子、前島未菜美                         |
| 第十話   |          | 假右衛門決定的日子    | 檜垣亮   | Team P.A | 菅沼芙實彥            | 秋山有希、大東百合惠 小島明日香、森島範子 杉光登                      |
| 第十一話 |          | 天狗的血統 笨蛋的血統 | 檜垣亮   | Team P.A | 藤井康雄 菅沼芙實彥   | 秋山有希、大東百合惠 小島明日香、森島範子 杉光登                      |
| 第十二話 |          | 命運的紅線            | 檜垣亮   | Team P.A | 阿部百合子 菅沼芙實彥 | 秋山有希、大東百合惠 小島明日香、杉光登 川面恒介                      |

### 播放單位
日本深夜動畫：下文記載的日本国内播放時間使用日本標準時間（UTC+9）表示。因為部分時間标识會採用30小时制，因此請留意这类超过24:00的时间，其實際播放時間為翌日清晨。
| 播放地區 | 播放電視台         | 播放日期                                                   | 播放時間（UTC+9）                                                           | 所屬聯播網 | 備註              |
| 第1期    | 第1期              | 第1期                                                      | 第1期                                                                       | 第1期      | 第1期             |
| -------- | ------------------ | ---------------------------------------------------------- | --------------------------------------------------------------------------- | ---------- | ----------------- |
| 東京都   | TOKYO MX           | 2013年7月7日－9月29日                                      | 星期日 22時00分－22時30分                                                   | 獨立局     | －                |
| 京都府   | KBS京都            | 2013年7月7日－9月29日                                      | 星期日 22時00分－22時30分                                                   | 獨立局     | 協力／作品舞台    |
| 兵庫縣   | SUN電視台          | 2013年7月7日－9月29日                                      | 星期日 22時00分－22時30分                                                   | 獨立局     | －                |
| 栃木縣   | 栃木電視台         | 2015年12月25日－2016年3月24日                              | 星期五 24時00分－24時30分（僅第1話） 星期五 23時30分－24時00分（第2話以後） | 獨立局     | －                |
| 日本全國 | BS11               | 2013年7月9日－10月1日                                      | 星期二 24時00分－24時30分                                                   | 衛星電視   | 『ANIME+』時段    |
| 日本全國 | Kids Station       | 2013年7月10日－10月2日                                     | 星期三 24時00分－24時30分                                                   | 衛星電視   | 製作參加／有重播  |
| 日本全國 | AT-X               | 2017年1月10日－                                            | 星期一 24時30分－25時00分                                                   | 衛星電視   | 有重播            |
| 日本全國 | 萬代頻道           | 2013年7月7日－9月29日                                      | 星期日 22時00分 更新                                                        | 網路電視   | －                |
| 日本全國 | d動畫商城          | 2016年12月26日－                                           | 星期日 22時00分 更新                                                        | 網路電視   | －                |
| 日本全國 | AbemaTV·動畫24ch   | 2017年2月4日（第1話－第6話） 2017年2月5日（第7話－第13話） | 星期六 19時00分－21時35分 星期日 19時00分－22時00分                         | 網路電視   | 全13話一舉放送    |
| 富山縣   | 北日本放送         | 2013年7月10日－10月2日                                     | 星期三 25時58分－26時28分                                                   | 日本電視網 | P.A.WORKS的所在地 |
| 第2期    |                    |                                                            |                                                                             |            |                   |
| 東京都   | TOKYO MX           | 2017年4月9日－6月25日                                      | 星期日 22時00分－22時27分                                                   | 獨立局     | －                |
| 京都府   | KBS京都            | 2017年4月10日－6月26日                                     | 星期一 20時00分－20時30分                                                   | 獨立局     | 作品舞台          |
| 日本全國 | AT-X               | 2017年4月10日－6月26日                                     | 星期一 24時30分－25時00分                                                   | 衛星電視   | 有重播            |
| 日本全國 | d動畫商城          | 2017年4月11日－6月27日                                     | 星期二 12時00分 更新                                                        | 網路電視   | －                |
| 佐賀縣   | 佐賀電視台         | 2017年4月12日－6月28日                                     | 星期三 25時55分－26時25分                                                   | 富士新聞網 | 第1期未放送       |
| 富山縣   | 北日本放送         | 2017年4月13日－6月29日                                     | 星期四 26時29分－26時59分                                                   | 日本電視網 | P.A.WORKS所在地   |
| 日本全國 | DMM.com            | 2017年4月14日－6月30日                                     | 星期五 24時00分 更新                                                        | 網路電視   | －                |
| 日本全國 | Niconico動畫       | 2017年4月14日－6月30日                                     | 星期五 24時00分 更新                                                        | 網路電視   | －                |
| 日本全國 | 萬代頻道           | 2017年4月14日－6月30日                                     | 星期五 24時00分 更新                                                        | 網路電視   | －                |
| 日本全國 | Anime放題          | 2017年4月14日－6月30日                                     | 星期五 24時00分 更新                                                        | 網路電視   | －                |
| 日本全國 | GYAO！             | 2017年4月14日－6月30日                                     | 星期五 24時00分 更新                                                        | 網路電視   | －                |
| 日本全國 | HikariTV           | 2017年4月14日－6月30日                                     | 星期五 24時00分 更新                                                        | 網路電視   | －                |
| 日本全國 | Video Pass         | 2017年4月14日－6月30日                                     | 星期五 24時00分 更新                                                        | 網路電視   | －                |
| 日本全國 | Amazon Prime Video | 2017年4月14日－6月30日                                     | 星期五 24時00分 更新                                                        | 網路電視   | －                |
| 日本全國 | AbemaTV            | 2017年4月14日－6月30日                                     | 星期五 25時00分 更新                                                        | 網路電視   | －                |

### BD／DVD
| 卷數  | 發行日期       | 收錄話         | 規格編號     | 規格編號  | 規格編號 |
| 卷數  | 發行日期       | 收錄話         | BD           | DVD       |          |
| 第1期 | 第1期          | 第1期          | 第1期        | 第1期     |          |
| ----- | -------------- | -------------- | ------------ | --------- | -------- |
| 1     | 2013年9月25日  | 第1話          | BCXA-0780    | BCBA-4551 |          |
| 2     | 2013年10月25日 | 第2話～第3話   | BCXA-0781    | BCBA-4552 |          |
| 3     | 2013年11月22日 | 第4話～第5話   | BCXA-0782    | BCBA-4553 |          |
| 4     | 2013年12月25日 | 第6話～第7話   | BCXA-0783    | BCBA-4554 |          |
| 5     | 2014年1月29日  | 第8話～第9話   | BCXA-0784    | BCBA-4555 |          |
| 6     | 2014年2月21日  | 第10話～第11話 | BCXA-0785    | BCBA-4556 |          |
| 7     | 2014年3月26日  | 第12話～第13話 | BCXA-0786    | BCBA-4557 |          |
| BOX   | 2017年3月24日  | 第1話～第13話  | BCXA-1220    | －        |          |
| 第2期 |                |                |              |           |          |
| 上    | 2017年7月28日  | 第1話～第6話   | DMPXA-003～5 | －        |          |
| 下    | 2017年10月13日 | 第7話～第12話  | DMPXA-006～8 | －        |          |

## 舞台劇
以《七變化音樂劇 有頂天家族》為標題，2014年1月16日至1月26日在本多劇場、同年2月8日於京都劇場進行公演，也是《詭弁·跑吧！美樂斯》以來的系列第2彈。同年2月1日，負責企劃製作的經紀公司ATELIER DANCAN此時面臨財務危機而自行申請破產，但最後還是有完成預定的行程。

### 製作人員（舞台）
- 原作：森見登美彥「有頂天家族」（幻冬舎文庫刊）
- 編劇、演出：松村武（日语：松村武）
- 音樂：土屋玲子
- 美術：中根聰子
- 人偶製作：KINO4TA（F）
- 燈光：林之弘
- 音效：堀江潤
- 服裝：山下和美
- 髮型師：木村久美
- 演出助手：矢本翼子
- 舞台監督：佐川明紀
- 宣傳美術：山下浩介
- 照片宣傳：引地信彥
- 服裝宣傳：花谷律子
- 髮型宣傳：黑木翔、菊池彩香
- 協力宣傳：UPPERS、東寶舞台（日语：東宝舞台）、車杏里
- 票卷：後藤圓
- 助理製作人：蓮田惠美子
- 製作人：池田道彥
- 主辦單位：E Plus（日语：イープラス）
- 企劃、製作：ATELIER DANCAN（日语：アトリエ・ダンカン）

### 演員
主要角色演員請參照「登場角色」。
- 小手伸也（日语：小手伸也）
- 小林至
- 成清正紀

## 腳註

## 相關項目
故事中的传说生物：
- 化狸
- 大天狗

## 外部連結
- 電視動畫「有頂天家族」官方網站 （页面存档备份，存于）（日語）
- 電視動畫「有頂天家族2」官方網站 （页面存档备份，存于）（日語）
- 電視動畫「有頂天家族」的X（前Twitter）（日語）
- 電視動畫「有頂天家族2」的X（前Twitter）（日語）
- 七變化音樂劇『有頂天家族』官方網站 （页面存档备份，存于）（日語）
- 舞台 七變化音樂劇「有頂天家族」的X（前Twitter）（日語）
- 乐视网独播专区 （页面存档备份，存于）（简体中文）
- 豆瓣读书书页 （页面存档备份，存于）（简体中文）